# Diaea suspiciosa
Diaea suspiciosa es una especie de araña cangrejo del género Diaea, familia Thomisidae. Fue descrita científicamente por O. P.-Cambridge en 1885.

## Distribución
Esta especie se encuentra en Asia Central, Mongolia y China.